# 유태은
유태은은 현재 미국 출판시장에서 활동하고 있는 그림책 작가이다. 첫 그림책 <작고 빨간 물고기(The Little Red Fish)>는 2007년에 미국 일러스트레이터협회에서 수상했고 2009년 그림책 <마녀만 하늘을 날 수 있어(Only a Witch Can Fly)>는 뉴욕 타임스 ‘최고의 그림책’으로 선정되었으며, 2010년 에즈라 잭 키츠 상을 받았다.

## 생애
유태은은 홍익대학교 미술대학에서 동양화를 전공했다. 이탈리아 ‘볼로냐 칠드런스 북페어(Bologna Children’s Book Fair)’에서 일러스트레이션의 매력에 빠지게 됐고 대학 졸업 뒤 미국 스쿨 오브 비주얼 아트(School of Visual Art)에서 일러스트레이션 석사 과정을 밟았다. 대학원에서 공부하는 동안 유태은은 에칭 화가 Bruce Waldman의 영향을 받아 그의 첫 번째 작품을 준비하게 됐고 포토폴리오 리뷰를 위해 여러 출판사를 방문할 수 있었으며 정기적으로 출판사에 프로모션 카드를 보내기도 했다. 그 덕에 논문 전시회 끝난 뒤 출판사 Dial Books for Young Reader의 연락을 받아 그의 졸업 프로젝트인 <작고 빨간 물고기(The little red fish)>를 졸업 1년 만인 2007년에 미국에서 출간했다.

## 커리어
유태은의 첫 그림책 <작고 빨간 물고기>는 미국에서 출간 후 한국·호주·일본·스페인에서도 차례로 번역되어 출판됐다. 그녀는 <작고 빨간 물고기>로 미국 일러스트레이션 협회가 주는 "Society of Illustrators' 2007 Founders Award"을 수상했다. 2009년에 그림책 <마녀만 하늘을 날 수 있어(Only a Witch Can Fly)> (앨리슨 맥기 글)가 2010년 뉴욕 타임스 ‘최고의 그림책’으로 선정되었으며, 에즈라 잭 키츠 상을 받았다’. 2015년에 발행된 <코끼리는 절대 안 돼!(Strictly No Elephants)> 는 14개 언어로 번역되어 세계 어린이들의 사랑을 받고 있고 <Kitten and the Night Watchman> 으로 보스톤 글로브, 커커스 리뷰, 퍼블리셔스 위클리가 뽑은 올해의 최고 그림책에 이름을 올렸다. 그 밖에 그녀가 쓰고 그린 그림책으로 <안녕, 라마스테!(You Are a Lion!: And Other Fun Yoga Poses)>, <Love Makes a Garden Grow>가 있다.

## 스타일
유태은의 작품은 다양한 기법을 사용한다. 그녀의 초기 작품에서 가장 많이 사용한 기법은 에칭이다. 그녀의 첫 번째 그림책 <작고 빨간 물고기>는 에칭과 아쿼틴트 기법(etching with aquatint)을 사용해서 만들어졌다. <작고 빨간 물고기>에서 빨간색 물고기와 빨간 책에만 손으로 직접 색칠을 한다. 그리고 2009년도로 넘어가서 유태은은 리놀륨 블록 프린트(linoleum block print)로 종이에다가 잉크로 프린트한 뒤 그 위에 연필로 그림을 그린다. 마무리 부분에서는 색 조절하기 위해 포토샵을 사용하기도 한다. 2018년에 출간된 <Kitten and the Night Watchman>같은 경우는 전체 디지털 방식으로 만들었다. 2020년에 발행한 <태풍이 찾아온 날(When the Storm Comes)>에도 블록 프린트 질감을 이용해 디지털 작업을 하고 별도의 종이에 연필과 목탄으로 선을 그려 포토샵으로 조합했다. 이러한 사용 기법의 변화에 대해 작가는 무엇이 가장 효과적이고 자신이 일 하는 데 가장 재미있느냐에 달려 있다고 한다.

## 수상
2018 Charlotte Zolotow Award Nominee for Highly Commended Title – <둥글둥글 둥근 달이 좋아요>Round
2016 NCTE Charlotte Huck Honor Book - <코끼리는 절대 안 돼!>Strictly No Elephants
2015 A CCBC Choice List 2015 Book - <손으로 말해요>Hands Say Love
2014 New York Times Best Illustrated Book - <우리 아기 좀 보세요>Here Is the Baby
2010 Kids' Indie Next List pick - <수 많은 날들>So Many Days
2010 Ezra Jack Keats Book Award for New Illustrator - <마녀만 하늘을 날 수 있어>Only a Witch Can Fly
2009 New York Times- Best Children's Book of the Year - <마녀만 하늘을 날 수 있어>Only a Witch Can Fly
2008 Time Magazine Top 10 Children's Book of the Year - The Umbrella Queen
2007 Society of Illustrators' 2007 Founders Award - The Little Red Fish

## 작품

### 유태은 글/그림
- 2023 Love Makes a Garden Grow, (Simon & Schuster/Paula Wiseman Books) ISBN 978-1534442863

- 2012 You Are a Lion!: And Other Fun Yoga Poses, (Nancy Paulsen Books) ISBN 978-0399256028
  - 2013 안녕, 나마스테! (이야기꽃) ISBN 978-8998751005

- 2007 The Little Red Fish, (Dial Books for Young Readers) ISBN 978-0803731455

### 협업작품
- 2020 When the Storm Comes, Linda Ashman(Author), (Nancy Paulsen Books) ISBN 978-0399546099
  - 2020 <태풍이 찾아온 날>, 린다 애쉬먼(글), 이지유(역), (미디어창비) ISBN 979-1190758178

- 2018 Kitten and the Night Watchman, John Sullivan(Author), (Simon & Schuster/Paula. Wiseman Books) ISBN 978-1534480421
- 2017 Round, Joyce Sidman(Author), (Clarion Books) ISBN 978-0544387614
  - 2017 <둥글둥글 둥근 달이 좋아요>, 이상희(역), (미디어창비) ISBN 979-1186621387
- 2015 Strictly No Elephants, Lisa Mantchev(Author), (Simon & Schuster/Paula Wiseman Books) ISBN 978-1481416474
  - 2017 <코끼리는 절대 안 돼!>, 리사 맨체프(글), 김선희(역), (한림출판사) ISBN 978-8970949642
- 2014 Hands Say Love, George Shannon(Author), (Little, Brown Books for Young Readers) ISBN 978-0316084796
  - 2019 <손으로 말해요>, 조지 섀넌(글), 루시드 폴(역), (미디어창비) ISBN 979-1189280246
- 2014 Here Is the Baby, Polly Kanevsky(Author), (Schwartz & Wade) ISBN 978-0375867316
  - 2016 <우리 아기 좀 보세요>, 김지은(역), (창비)  ISBN 978-8936446918
- 2012 Tua and the Elephant, R.P. Harris(Author), (Chronicle Books) ISBN 978-1452127033
  - 2012 <투아와 코끼리 폰폰>, 랜들 해리스(글), 이민아(역), (스콜라)  ISBN 978-8962473520

- 2011 The Austin Family Chronicles, Madeleine L Engle(Author), (Square Fish)
- 2010 So Many Days, Alison McGhee(Author), (Atheneum Books for Young Readers) ISBN 978-1416958574
  - 2013 <수 많은 날들>, 앨리슨 맥기(글), 이정빈(역), (이야기꽃)  ISBN 978-8998751012
- 2009 Only a Witch Can Fly, Alison McGhee(Author), (Feiwel & Friends) ISBN 978-0312375034
- 2008 The Umbrella Queen, Shirin Bridges(Author), (Greenwillow Books) ISBN 978-0060750404
- 2007 Wrinkle in Time quintet, Madeleine L Engle(Author), (Square Fish)